# Billen-Pavillon

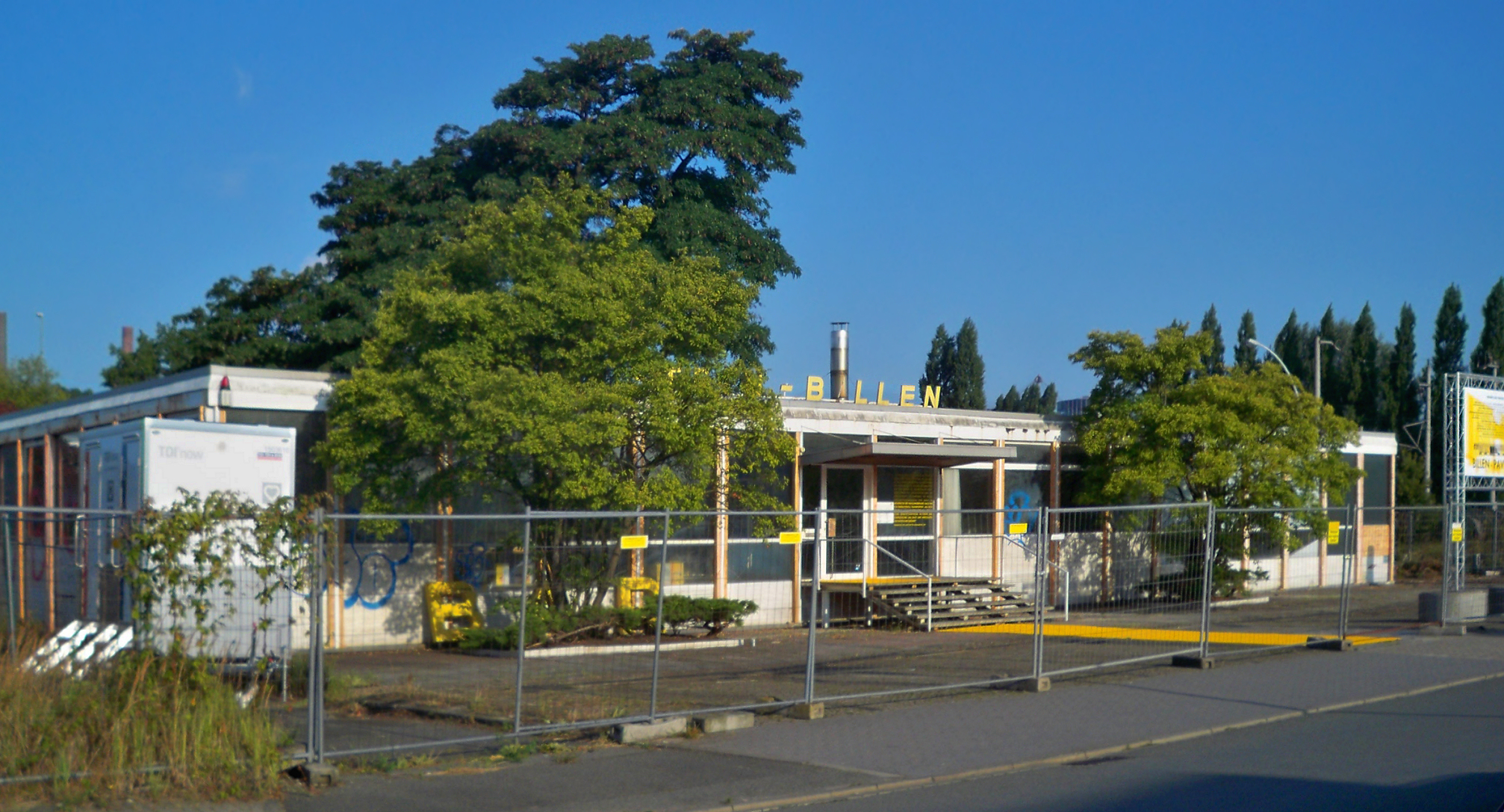
Billen-Pavillon mit Bauzaun von Südosten (2019)

Der Billen-Pavillon ist eine ehemalige Unternehmenszentrale im Maybachweg im Wolfsburger Stadtteil Heßlingen in Niedersachsen. Das Gebäude wurde von einem natursteinverarbeitenden Unternehmen 1959 errichtet und steht seit 2012 unter Denkmalschutz.

## Architektur

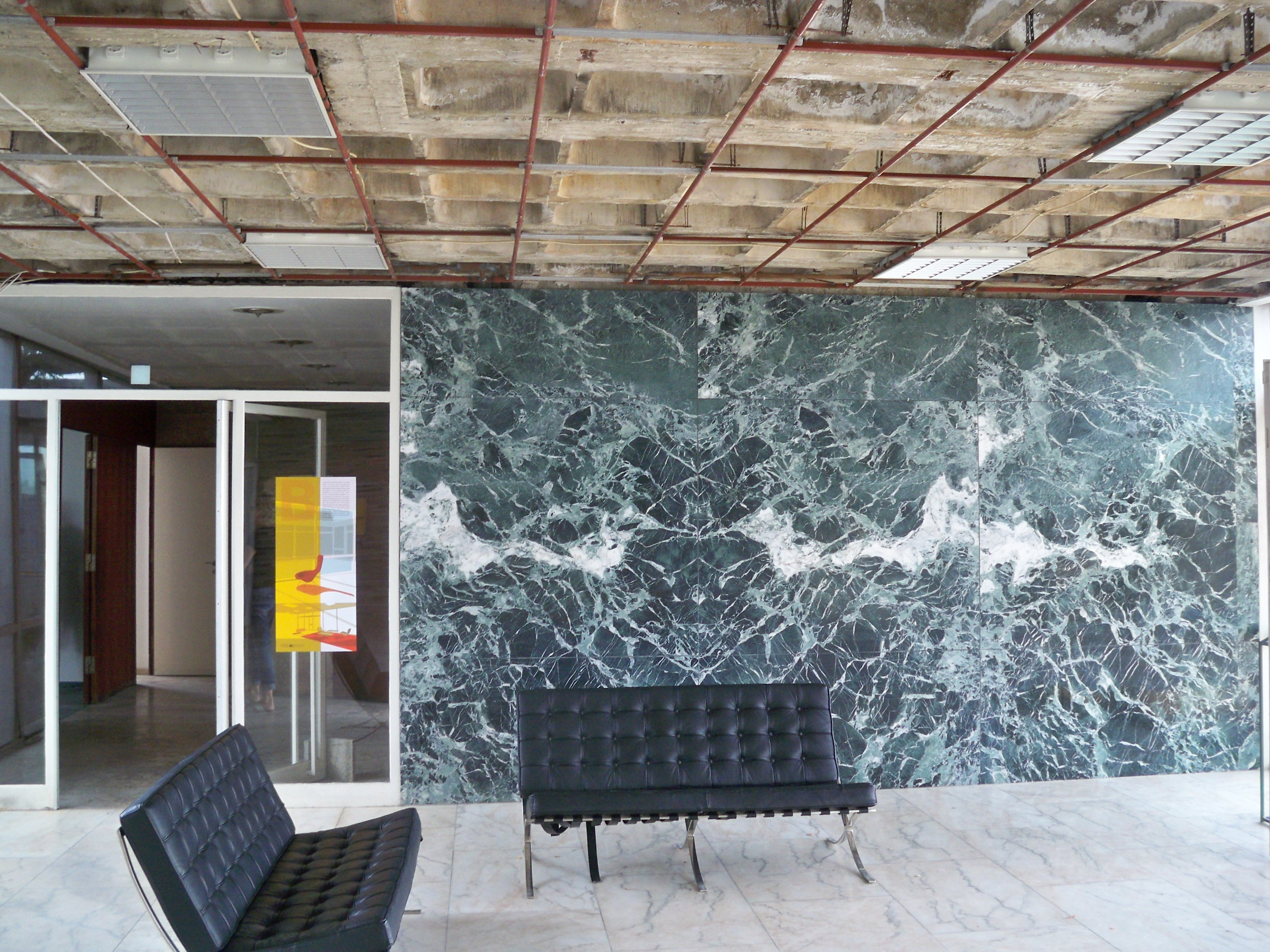
Foyer mit Natursteinverkleidung aus einem Serpentinit (2019)

Der Billen-Pavillon ist einstöckig, flach und filigran. Er ist vom Barcelona-Pavillon des Architekten Ludwig Mies van der Rohe als einem wegweisenden Bau der Moderne inspiriert, der 1929 zur Exposició Internacional de Barcelona entstanden war. Der Billen-Pavillon zeichnet sich durch fast durchgehende Fensterfronten und ein begrüntes Atrium aus; die Anfang der 1960er Jahre gepflanzte Robinie überragt das Dach um mehr als das Doppelte. Im Inneren wurden – wie beim Vorbild – bei der Wand- und Bodengestaltung zahlreiche Arten von Naturstein verbaut. So ist der Boden des Eingangsbereichs mit weißem Marmor belegt. Einzelne Wände sind mit Travertin, Schiefer, Onyxmarmor oder Granit ausgekleidet. Auch Harzer Dolomit und grüner Serpentinit (Verde Alpi) wurden verwendet.

## Geschichte
1929 wurde das Unternehmen Billen vom Steinmetz Jakob Billen in Köln gegründet. 1939, ein Jahr nach Gründung der Stadt und des Volkswagenwerks, eröffnete Billen einen Zweigbetrieb in der Stadt des KdF-Wagens, dem heutigen Wolfsburg. Im Zweiten Weltkrieg wurde der Betrieb in Köln zerstört und 1945 der Sitz des Unternehmens nach Wolfsburg verlegt. 1948 wurde das Unternehmen vom Sohn Johann Tilmann Billen (1923–2018) übernommen, in Wolfsburg wurde in diesem Jahr in einer Holzbaracke eine kleine Werkstatt eingerichtet.
1955 traf Johann Tilmann Billen, Inhaber des Wolfsburger Betriebs Naturstein-Billen, den Architekten Ludwig Mies van der Rohe in Chicago. 1957 ließ er von dem Architekten Rudolf Gerdes (1926–1977), einem Vertreter der Braunschweiger Schule, ein Wohnhaus im Stadtteil Klieversberg entwerfen.

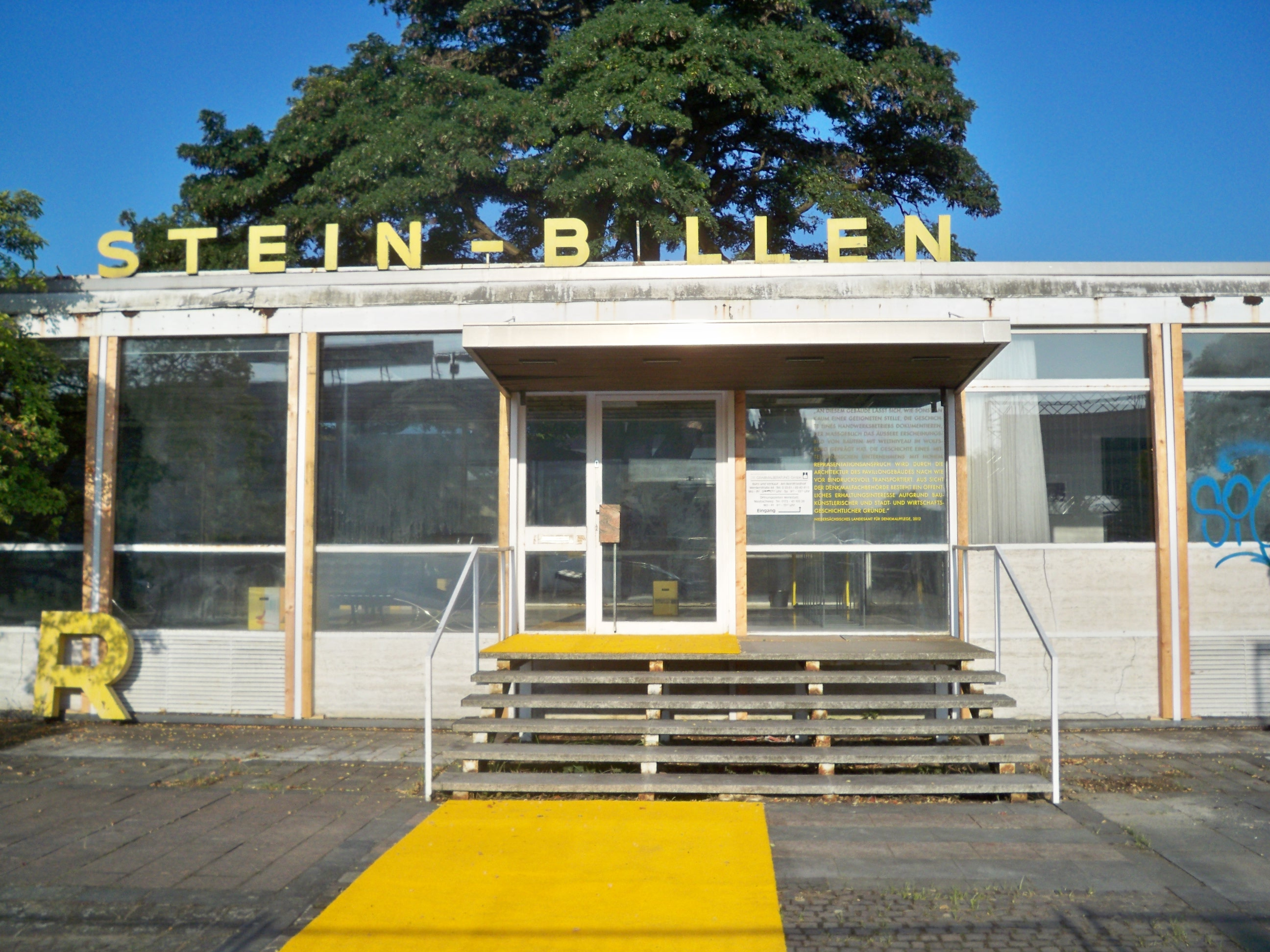
Eingangsbereich während der „Kulturwochen“, mit Robinie im Atrium (2019)

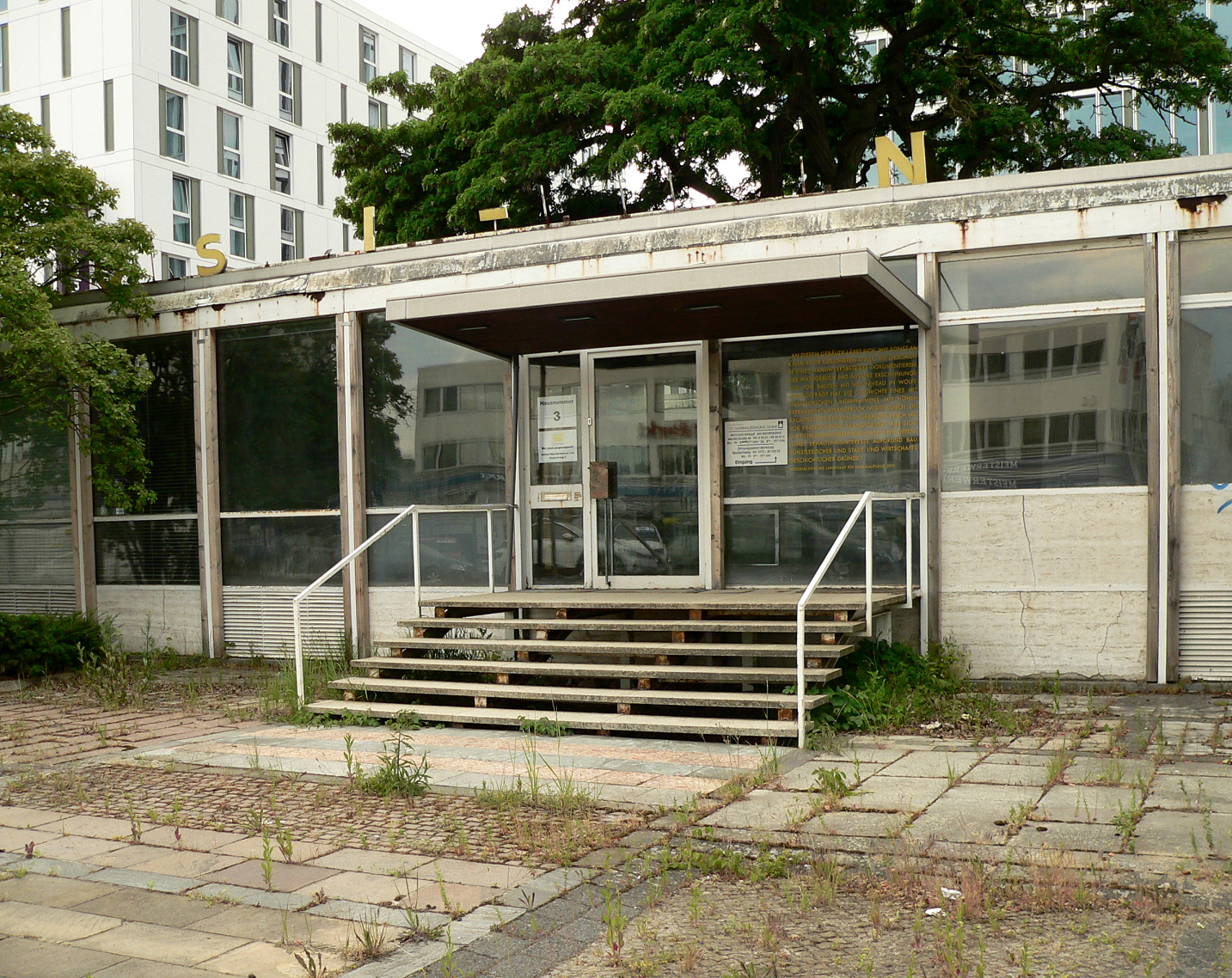
Zustand im Jahr 2023

Im Jahr 1957 bezog das Unternehmen das Grundstück an der Maybachstraße nordöstlich des Wolfsburger Zentrums, östlich der Berliner Brücke und südlich der Bahnstrecke Berlin–Lehrte. 1959 entstand auf dem Gelände des Unternehmens ebenfalls nach Plänen von Gerdes ein Büropavillon mit Kundenempfang, Sitzungsraum und Bildhaueratelier, der später Billen-Pavillon genannt wurde. Das Unternehmen Naturstein-Billen war am Bau zahlreicher Wolfsburger Großbauten wie dem Rathaus, dem VW-Verwaltungshochhaus, dem Kulturzentrum, der Heilig-Geist-Kirche und dem Theater beteiligt. Das Unternehmen hatte bis zu 120 Angestellte.
1990 erwarb die Stadt Wolfsburg das Betriebsgelände. 2010 meldete das Unternehmen Insolvenz an; 2012 wurde der Pavillon unter Denkmalschutz gestellt. Laut der Denkmalausweisung des Niedersächsischen Landesamts für Denkmalpflege besteht aus baukünstlerischen und stadt- sowie wirtschaftsgeschichtlichen Gründen ein öffentliches Erhaltungsinteresse an dem Gebäude. Es transportiere mit seiner Architektur die Geschichte eines mittelständischen Unternehmens, das in Wolfsburg das äußere Erscheinungsbild von Bauten mit Weltniveau geprägt habe.
Mehrere umliegende Einrichtungen des vormaligen Unternehmens, darunter die Werkhalle, wurden 2014 abgerissen, sodass das Grundstück fortan eine Industriebrache bildete. Der Pavillon wurde verlassen und verfiel zusehends. Das Unternehmen Naturstein-Billen, zuletzt im Grabmalverkauf tätig und in Fallersleben ansässig, wurde 2017 liquidiert.
2013 wurde der Bau eines 45 Meter hohen, 12-stöckigen Bürogebäudes mit der Bezeichnung „Berlinerhaus“ mit dem Pavillon als Eingangshalle bzw. Betriebsrestaurant genehmigt. 
Im August/September 2019 fanden im Gebäude unter dem Titel „Kultursommer“ öffentliche Aktionswochen statt, die auf Aspekte des Denkmalschutzes aufmerksam machen und eine zukünftige kulturelle Nutzung des Billen-Pavillons initiieren sollten.
2022 wurde das als „Berliner Haus“ bezeichnete Hochhaus fertig gestellt ohne dass der Billen-Pavillon wie ursprünglich geplant einbezogen wurde. Daneben entstand ein siebengeschossiges Hotel.